# Roi (sang)
"Roi" er en sang, der er udført af den franske sanger Bilal Hassani og skrevet af Hassani, Madame Monsieur og Medeline. Sangen vil repræsentere Frankrig i Eurovision Song Contest 2019 i Tel Aviv, Israel. Sangen blev udgivet som digital download den 11. januar 2019 gennem Low Wood som den ledende single fra hans debutstudiealbum Kingdom.

## Hitlister
| Hitlister (2019)             | Top position |
| ---------------------------- | ------------ |
| Belgien (Ultratip Wallonien) | 4            |
| Frankrig (SNEP)              | 23           |